# والتر كارتير
والتر كارتير (بالإنجليزية: Walter Cartier)‏ هو ملاكم وممثل أمريكي، ولد في 29 مارس 1924 في نيويورك في الولايات المتحدة، وتوفي في 17 أغسطس 1995.

## وصلات خارجية
- والتر كارتير على موقع بوكس ريك (الإنجليزية) (registration required)
- والتر كارتير على موقع IMDb (الإنجليزية)
- والتر كارتير على موقع قاعدة بيانات الفيلم (الإنجليزية)